# Borneoclytus borneanus
Borneoclytus borneanus là một loài bọ cánh cứng trong họ Cerambycidae.